# Siri Gustafsson
Siri Gustafsson, född 1979, från Vimmerby är en svensk författare som började skriva böcker efter att ha blivit utbränd. Hon debuterade på Joelsgården förlag med feelgoodromanen "När sommarvinden leker", som även gavs ut som e-bok och ljudbok på Saga Egmont förlag. Boken tillhör serien "Flickorna i Småland". Uppföljaren "Minnet av din kärlek" utspelar sig i Småland och Östergötland.

## Romaner
- När sommarvinden leker, 2020[10]
- Minnet av din kärlek, 2020[11]